# Tsorigt Bolortungalag
Tsorigt Bolortungalag (6 de mayo de 1992), es una luchadora mongola de lucha libre. Consiguió una medalla de bronce en Campeonato Asiático de 2016. 